# 仁保バスストップ
仁保バスストップ（にほバスストップ）は、山口県山口市仁保中郷の中国自動車道上にあるバス停。2019年（令和元年）現在ではこのバス停に停車する高速バスは存在せず、西日本高速道路（NEXCO西日本）の管理用施設に転用されている。

## 周辺
- 道の駅仁保の郷
- KDDI山口衛星通信センター
- 仁保郵便局
- Aコープ仁保店

## 隣
中国自動車道
(31)徳地IC/BS - (PA)荷卸峠PA - (BS)仁保BS - (32)山口IC/BS